# Gălășeni
Gălășeni è un comune della Moldavia situato nel distretto di Rîșcani di 1.818 abitanti al censimento del 2004

## Località
Il comune è formato dall'insieme delle seguenti località (popolazione 2004):
- Gălășeni (1.075 abitanti)
- Mălăiești (743 abitanti)